# Przemysław Dąbkowski
Przemysław Roman Dąbkowski (ur. 23 lutego 1877 we Lwowie, zm. 18 grudnia 1950 tamże) – polski historyk prawa, profesor Uniwersytetu Lwowskiego.

## Życiorys
Urodził się 23 lutego 1877 we Lwowie. Wywodził się z rodu Dąbkowskich h. Korczak, był synem Bonifacego (inżynier, uczestnik powstania styczniowego) i Heleny z Krassowskich. Uczęszczał do gimnazjów w Stryju i Lwowie. W 1894 ukończył C. K. IV Gimnazjum we Lwowie. W latach 1895–1899 studiował na Wydziale Prawa Uniwersytetu Lwowskiego (m.in. pod kierunkiem Oswalda Balzera). W 1900 obronił doktorat praw. Jeszcze w czasie studiów pracował jako aplikant w Archiwum Krajowym Aktów Grodzkich i Ziemskich (1898–1901), później był tam adiunktem (1901–1915). Uzupełniał studia z zakresu historii kultury oraz teorii i historii prawa na uniwersytecie w Berlinie (1903–1904), potem w Paryżu (1907–1908). Po przedstawieniu pracy habilitacyjnej Rękojemstwo w prawie polskim średniowiecznym został w 1906 docentem w Katedrze Historii Prawa Polskiego Uniwersytetu Lwowskiego. W 1910 otrzymał nominację na profesora nadzwyczajnego. Habilitował się także w dziedzinie prawa niemieckiego (1913, praca Prawo zastawu w zwierciadłach saskim, szwabskim i niemieckim). Kierował Katedrami Historii Prawa Niemieckiego (1916–1919) i Dawnego Prawa Polskiego (1920–1939) na uniwersytecie, był również trzykrotnie dziekanem Wydziału Prawa (1920/1921, 1925/1926, 1927/1928). W latach 1910–1918 przewodniczył Sekcji Archiwalnej Grona Konserwatorskiego dla Galicji Wschodniej. W dwudziestoleciu międzywojennym był kierownikiem zakładów: historii prawa polskiego i historii prawa zachodnioeuropejskiego na Uniwersytecie Jana Kazimierza. W latach 20. pełnił funkcję kuratora Akademickiego Koła Ziemi Sanockiej przy UJK. W 1933 otrzymał tytuł doktora honoris causa Uniwersytetu Bratysławskiego
W czasie pierwszej okupacji sowieckiej Lwowa (wrzesień 1939 – lipiec 1941) pracował na Uniwersytecie Lwowskim jako kierownik katedry historii państwa i prawa. W czasie okupacji niemieckiej Lwowa (czerwiec 1941 – lipiec 1944) kontynuował wykłady uniwersyteckie: legalne (od listopada 1941 w uruchomionej przez Niemców we Lwowie filii krakowskiego Instytutu Niemieckiej Pracy na Wschodzie (Institut für Deutsche Ostarbeit), a także nielegalne: recenzował prace doktorskie w tajnym nauczaniu prowadzonym przez wykładowców Uniwersytetu Jana Kazimierza). Wraz z dwoma innymi polskimi profesorami prawa, Marcelim Chlamtaczem i Juliuszem Makarewiczem pozostał we Lwowie także po wojnie; od sierpnia 1944 aż do śmierci pracował naukowo w Katedrze Historii Prawa i wykładał historię państwa i prawa na uniwersytecie im. Iwana Franki.
W 1914 został członkiem rzeczywistym, a w 1929 członkiem zwyczajnym Towarzystwa Naukowego Warszawskiego. W 1917 wybrano go na członka korespondenta AU (późniejsza PAU). Należał ponadto do Towarzystwa dla Popierania Nauki Polskiej (wieloletni sekretarz), Towarzystwa Naukowego we Lwowie (1920 członek czynny, 1920–1939 sekretarz generalny), Towarzystwa Przyjaciół Nauk w Przemyślu (członek honorowy), Towarzystwa Przyjaciół Nauk w Wilnie, Państwowej Rady Archiwalnej i Muzealnej we Lwowie, Akademii Umiejętności w Pradze, Akademii Nauk w Sofii. Członek rzeczywisty Towarzystwa Naukowego im. Szewczenki.
Polskie środowisko naukowe uczciło go Pamiętnikami trzydziestolecia pracy naukowej prof. dra Przemysława Dąbkowskiego (Lwów 1927). Był rozpatrywany jako kandydat do objęcia Katedr Historii Prawa Polskiego na Uniwersytecie Warszawskim, Poznańskim oraz Katolickim Uniwersytecie Lubelskim.
Specjalizował się w historii polskiego prawa cywilnego, prawa litewskiego i niemieckiego. Opracował pierwszą nowoczesną syntezę historii polskiego prawa cywilnego (Prawo prywatne polskie, 1910–1911, 2 tomy); praca ta, stanowiąca przez długi czas jedyne syntetyczne opracowanie tej tematyki, przyniosła mu w 1911 nagrodę AU im. Barczewskiego. Badał stosunki prawne urzędów, rzemiosł i zawodów dawnej Polski, interesował się kwestią nauki prawa w szkołach pod egidą Komisji Edukacji Narodowej. Przygotował do wydania IV tom Corpus Iuris Polonici oraz redagował księgi pamiątkowe poświęcone wybitnym uczonym lwowskim – Oswaldowi Balzerowi i Władysławowi Abrahamowi. Był również redaktorem periodyków „Pamiętnik Historyczno-Prawny” (1925–1939) i „Przewodnik Historyczno-Prawny” (1930–1933). Jan Adamus, uczeń Dąbkowskiego, dokonał szerokiej analizy jego dorobku naukowego.
Publikacje naukowe Dąbkowskiego miały istotne znaczenie dla nauki polskiej. Do korzystania z jego dzieł w pracy nad redakcją Encyklopedii staropolskiej (1937–1939) przyznał się m.in. Aleksander Brückner.
Zmarł we Lwowie, został pochowany w grobowcu Krzeczunowiczów na Cmentarzu Łyczakowskim.

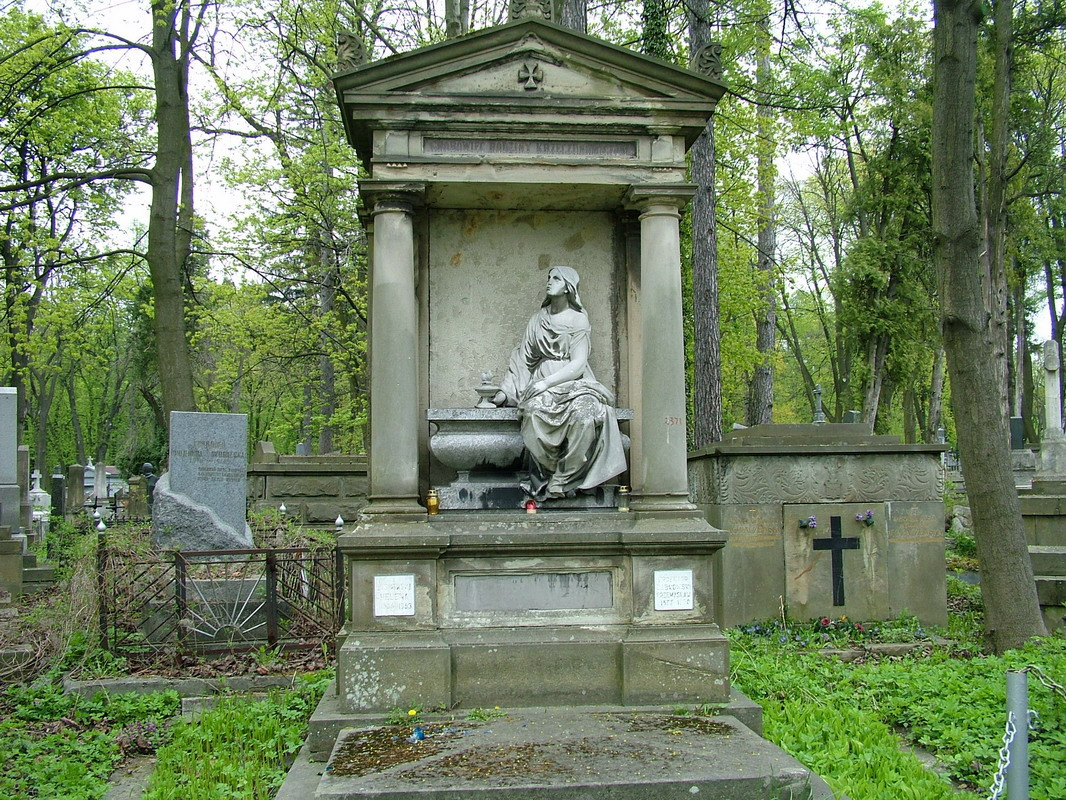
Grób prof. Przemysława Dąbkowskiego

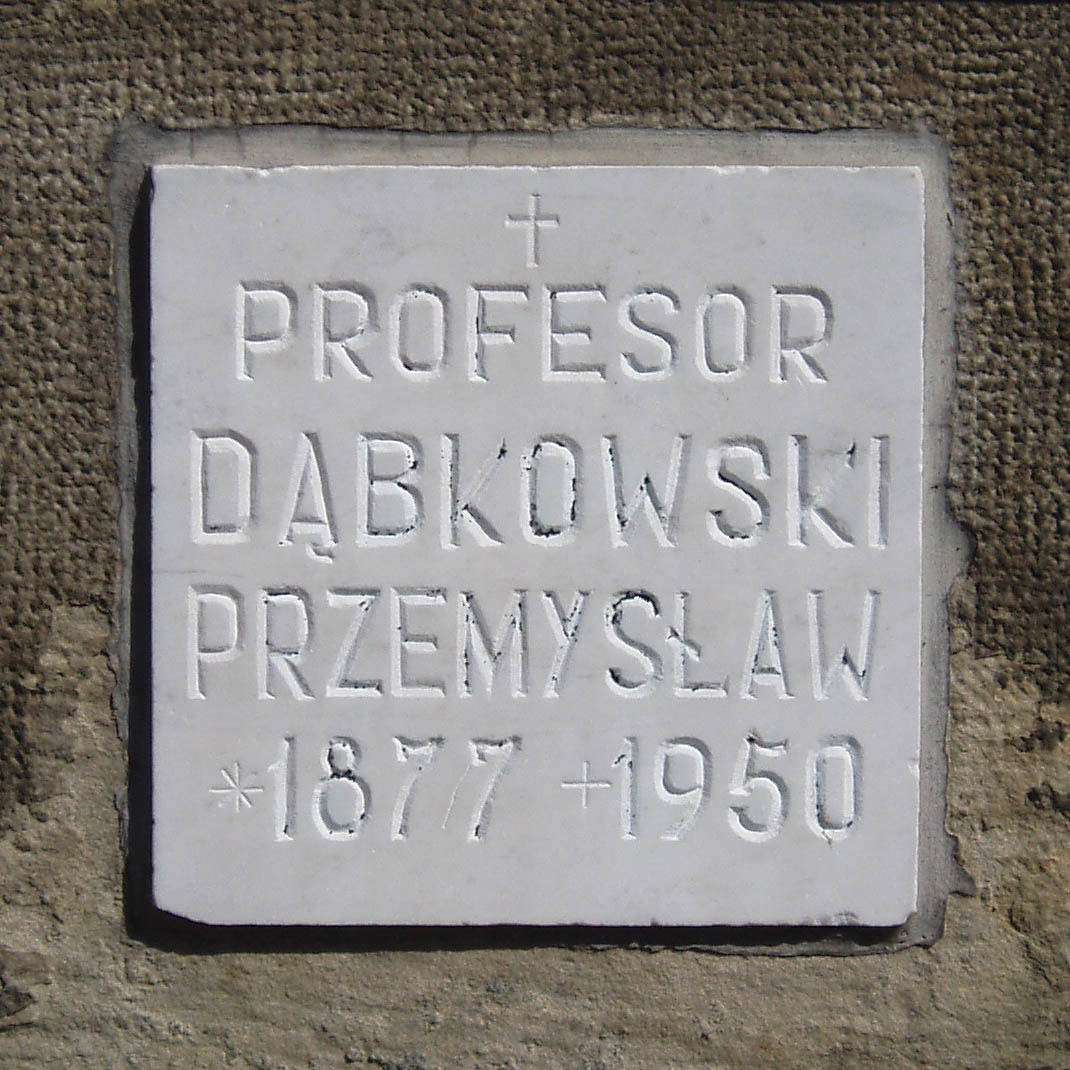
Tabliczka nagrobna Przemysława Dąbkowskiego

## Niektóre publikacje naukowe
- Zemsta, okup i pokora na Rusi Halickiej w wieku XV i pierwszej połowie wieku XVI (1898)
- O utwierdzeniu umów pod grozą łajania w prawie polskim średniowiecznym (1904)
- Rys urządzeń pocztowych w dawnej Polsce (1903)
- Rękojemstwo w prawie polskiem średniowiecznem (1904)
- Załoga w prawie polskim średniowiecznym (1905)
- Litkup; w dodatku: O przysiędze i klątwie; Studyum z prawa polskiego (1906)
- Próba charakterystyki dawnego prawa polskiego prywatnego. Odczyt wygłoszony w Stacyi Naukowej krakowskiej Akademii Umiejętności w Paryżu, dnia 12 kwietnia 1908 r. (1908)
- Wierna ręka, czyli pokład. Studyum z prawa polskiego (1909)
- Prawo prywatne polskie t. 1 (1910)
- Prawo prywatne polskie t. 2 (1911)
- Stanowisko cudzoziemców w prawie litewskim. W drugiej połowie XV i w XVI wieku (1447-1588) (1912)
- Tadeusz Czacki jako prawnik (1913)
- Prawo zastawu w zwierciadłach saskiem, szwabskiem i niemieckiem (1913)
- Prawo łaziebne. Studyum z historyi prawa polskiego (1913)
- Przewóz wodny. Studyum z historyi prawa polskiego (1914)
- Nauka prawa w szkołach wydziałowych i podwydziałowych Komisyi Edukacyjnej (1773-1794) (1915)
- Dobra rodowe i nabyte w prawie litewskim od XIV do XVI wieku (1916)
- Z przeszłości ksiąg grodzkich i ziemskich żydaczowskich (1916)
- Urzędnicy kancelaryjni sądów ziemskich i grodzkich w dawnej Polsce (1918)
- Kilka uwag o oprawie ksiąg sądowych polskich na podstawie aktów województwa ruskiego (1918)
- Kancelarje i księgi sądowe bełzkie za czasów polskich (1918)
- Archiwum berehskie Luba-Radzimińskich obecnie we Lwowie: (opis konserwatorsko-archiwalny) (1919)
- Palestra i księgi sądowe trembowelskie za czasów polskich (1920)
- Stosunki narodowościowe ziemi sanockiej w XV stuleciu (1921)
- Sprawozdanie dziekańskie za rok akademicki 1920-21 (1921)
- Zaginione księgi sądowe województwa ruskiego i bełskiego (1921)
- Stosunki kościelne ziemi sanockiej w XV stuleciu (1922)
- Charakterystyka prawa prywatnego polskiego. Nowe spostrzeżenia (1923)
- Charakterystyka prawa prywatnego polskiego. Nowe spostrzeżenia (1923)
- Z nieznanego Lwowa. Zeszyt 1. Dolne Miasto. Zapełtwie (1923)
- Bartnictwo w dawnej Polsce (1923)
- Bartnictwo w dawnej Polsce. Szkice gospodarczo-prawne (1923)
- Fryderyk Jacimirski: miecznik sanocki. Studjum historyczno-obyczajowe z XV wieku (1923)
- Zarys prawa polskiego prywatnego (1923)
- Szkice z życia szlachty sanockiej w XV stuleciu (1923)
- Palestra i księgi sądowe sanockie w dawnej Polsce (1925)
- Podział administracyjny województwa ruskiego i bełzkiego w XV wieku z mapą (1925)
- Wędrówki rodzin szlacheckich. Karta z dziejów szlachty halickiej (1925)
- Stosunki gospodarcze Ziemi Halickiej w XV wieku (1927)
- Historja prawa zachodnio-europejskiego. [Cz.] 1 (1929)
- Historja prawa zachodnio-europejskiego. [Cz.] 2 (1929)
- Historja prawa zachodnio-europejskiego. [Cz.] 5, Prawo prywatne (1929)
- Szkice średniowieczne (1929)
- Memorjał Krukowieckiego z roku 1773 (1930)
- Ziemia sanocka w XV stuleciu. Cz. 1 (1931)
- Ziemia sanocka w XV stuleciu. Cz. 2 (1931)
- Kronika historyczno-prawna za rok 1932 (1933)
- Kronika historyczno-prawna za rok 1933 (1934)
- Szlachta zaściankowa w Korczynie i Kruszelnicy nad Stryjem (1936)
- Profesor Stanisław Zakrzewski. Jego praca w Towarzystwie Naukowem Lwowskiem (1936)
- Księgi sądowe przemyskie i przeworskie w dawnej Polsce (1936)
- Kronika historyczno-prawna za lata 1934, 1935, 1936 (1937)
- Spis zmarłych uczestników powstania r. 1863/64 (manuskrypt)[7]

## Ordery i odznaczenia
- Krzyż Komandorski Orderu Odrodzenia Polski (27 listopada 1929)[8][9]
- Order Palm Akademickich (Francja)